# Жан Карнічник
Жан Карнічник (словен. Žan Karničnik, нар. 18 вересня 1994, Словень Градець, Словенія) — словенський футболіст, захисник болгарського клубу «Лудогорець» та національної збірної Словенії. На умовах оренди грає на батьківщині за клуб «Целє».

## Клубна кар'єра
Жан Карнічник починав займатися футболом у молодіжній команді «Драговград». На професійному рівні він дебютував у 2017 році у клубі «Марибор». Більшість часу футболіст провів, граючи у дублі «Марибора». І хоча в основі він провів лише одну гру, та свою чемпіонську медаль за сезон 2016/17 Жан отримав.
В тому ж році Карнічник перейшов до складу клуба «Мура». З яким виграв національний кубок та чемпіонат Словенії. Влітку 2021 року захисник у складі своєї команди грав у кваліфікації Ліги чемпіонів та пізніше у груповому раунді Ліги конференцій.
На початку 2022 року футболіст уклав угоду з болгарським клубом «Лудогорець».

## Збірна
На міжнародному рівні Карнічник дебютував восени 2021 року у матчі відбору до чемпіонату світу 2022 року проти команди Мальти.

## Статистика виступів

### Статистика виступів за збірну
Станом на 12 червня 2022 року
| Дата       | Місто    | Господарі  | Результат | Гості    | Турнір                               | Голи | Примітки |
| ---------- | -------- | ---------- | --------- | -------- | ------------------------------------ | ---- | -------- |
| 8-10-2021  | Мдіна    | Мальта     | 0 – 4     | Словенія | Відбір до ЧС 2022                    | -    |          |
| 11-10-2021 | Марибор  | Словенія   | 1 – 2     | Росія    | Відбір до ЧС 2022                    | -    | 86'      |
| 11-11-2021 | Трнава   | Словаччина | 2 – 2     | Словенія | Відбір до ЧС 2022                    | -    | 59'      |
| 14-11-2021 | Любляна  | Словенія   | 2 – 1     | Кіпр     | Відбір до ЧС 2022                    | -    |          |
| 26-3-2022  | Ер-Райян | Хорватія   | 1 – 1     | Словенія | товариський матч                     | -    | 77'      |
| 29-3-2022  | Ер-Райян | Катар      | 0 – 0     | Словенія | товариський матч                     | -    | 46'      |
| 2-6-2022   | Любляна  | Словенія   | 0 – 2     | Швеція   | Ліга націй УЄФА 2022-2023 - 1-й етап | -    | 64'      |
| 5-6-2022   | Белград  | Сербія     | 4 – 1     | Словенія | Ліга націй УЄФА 2022-2023 - 1-й етап | -    |          |
| 9-6-2022   | Осло     | Норвегія   | 0 – 0     | Словенія | Ліга націй УЄФА 2022-2023 - 1-й етап | -    | 80'      |
| 12-6-2022  | Любляна  | Словенія   | 2 – 2     | Сербія   | Ліга націй УЄФА 2022-2023 - 1-й етап | -    | 74'      |
| Усього     |          | Матчів     | 10        |          | Голів                                | 0    |          |

## Досягнення
Марибор
- Чемпіон Словенії: 2016/17

Мура
- Чемпіон Словенії: 2020/21
- Володар Кубка Словенії: 2019/20

Лудогорець
- Чемпіон Болгарії: 2021/22
- Володар Суперкубка Болгарії: 2022

Целє
- Володар Кубка Словенії: 2024/25